# Zygophyllum dregeanum
Zygophyllum dregeanum är en pockenholtsväxtart som beskrevs av Otto Wilhelm Sonder. Zygophyllum dregeanum ingår i släktet Zygophyllum och familjen pockenholtsväxter. Inga underarter finns listade i Catalogue of Life.